# Yūji Kuroiwa
Yūji Kuroiwa (黒岩 祐治, Kuroiwa Yūji) né le 26 septembre 1954 à Kobé, est un homme politique japonais et le gouverneur de la préfecture de Kanagawa situé dans la région de Kantō, depuis les élections préfectorales de 2011. Il a été journaliste puis directeur de programme télévisé de 1980 à 2009 à Fuji Television, ainsi que maître de conférences à l'Université Waseda. 

## Biographie
Kuroiwa naît en 1954 à Kobé. En 1980, il obtient le diplôme d'économie politique de l'université Waseda. À la sortie de l'université, il obtient un poste de journaliste à Fuji Television, et reçoit divers prix pour ses productions télévisuelles.
Il se présente en 2011 à l'élection du gouverneur de Kanagawa, et remporte la victoire. Il est réélu en 2015, puis entame un troisième mandat en 2019. Il est réélu le 9 avril 2023 avec 67,6 % des voix.